# Домашно говедо
Бик пренасочва насам.  За други значения вижте Бик (пояснение).
Теле пренасочва насам.  За историческия народ вижте Тиелъ.
Домашното говедо е вид домашно чифтокопитно животно от семейство Кухороги (Bovinae). Домашните говеда са два подвида – европейско говедо (Bos primigenius taurus) и зебу (индийско говедо, Bos primigenius indicus). Съвременните говеда са опитомена форма на вече изчезналия див европейски тур (Bos primigenius).
Говедата се отглеждат като добитък за месо (говеждо и телешко), мляко и кожа. До средата на XX век са използвани и като впрегатни животни (за теглене на каруци, плугове и други). В някои страни от Третия свят, говедата се използват за впрягане. В хиндуизма, джайнизма, зороастризма и някои други религии, кравата е свещено животно.
През 2010 г. в света има около 1,4 милиарда говеда. През 2011 г. в България има 557 000 говеда, от които 330 000 крави.

## Таксономия
През XVIII век говедата са идентифицирани от Карл Линей като три отделни вида – Bos taurus (европейско домашно говедо, включително и подобните му от Африка и Азия), Bos indicus (зебу) и изчезналия Bos primigenius (див европейски тур). Днес се счита, че туровете са предшественици на европейските говеда и зебутата, и все по-често трите форми се определят като подвидове на един вид – Bos primigenius (съответно Bos primigenius taurus, Bos primigenius indicus и Bos primigenius primigenius).
Систематиката на домашните говеда се усложнява от възможността да се кръстосват успешно със сродни видове. Съществуват хибридни индивиди и дори породи, получени от кръстоски на европейски говеда не само със зебу, но и с други животни от род Говеда, като як, бантенг и гаур. Възможна е дори хибридизация с някой от двата вида бизони, които обикновено не се включват в род Говеда. В същото време домашните говеда не могат да се кръстосват с някои по-отдалечени представители на подсемейството на говедата, като кафърския и домашния бивол. Хибридният произход на някои форми на домашното говедо не очевиден. Например, генетични изследвания показват, че породата Лулу джудже, единствените говеда без гърбица в Непал, са хибрид на европейско говедо, зебу и як.

## Произход
Във филогенетично отношение, говедата са преживни животни, подразред на чифтокопитните, заедно с подразредите непреживни (свиня, хипопотам) и мазолестоноги (камила). Най-древните фосили на чифтокопитни животни са отпреди 50 – 60 млн. години. Според съвременните научни изследвания, най-близко до чифтокопитните животни в еволюционно отношение са китоподобните (кит и делфин). Сравнителните генетични и морфологични изследвания показват че китоподобните и чифтокопитните имат отделен общ предшественик, който не е свързан с други систематични групи.
Животни с изцяло кухи рога – предци на говедото, класифицирани в семейство „Кухороги“ (Bovidae), се появяват преди около 20 милиона години, в епохата на миоцена. Бързото развитие и широкото разпространение на кухорогите вероятно са свързани с разцвета на африканската савана преди 18 – 23 млн. години. Тогава възниква голямо разнообразие от форми – над 100 вида, в Африка, Евразия и Северна Америка. Повечето говеда живеят на стада. Така значително се намалява рискът и уязвимостта за отделните индивиди от месоядни хищници, в условията на откритите степи, и савани. Доминацията (т. е. превъзходството) на един или няколко алфа-мъжки индивида в стадото обуславя естествения полов отбор при говедата изключително по мъжка линия.

## Одомашняване
Първоначално турът, предполагаемият предшественик на домашните говеда, е разпространен в Европа, Северна Африка и голяма част от Азия. В историческо време ареалът му е ограничен до част от Европа, като последният известен екземпляр умира в Полша около 1627 година.
Според една от теориите, говедата са одомашнени за пръв път в Шумер. Тази хипотеза се опира на факта, че повечето съвременни породи говеда, които са разпространени най-далеч от центъра на тази цивилизация, са най-стари и примитивни.
Други автори твърдят, че говедата са опитомени едновременно в различни места в Европа и Северна Африка, независимо едно от друго. Те се позовават на разнообразието от признаци на различните породи, които очевидно не са свързани една с друга, независимо от това, че са разпространени в съседни географски области. Има доказателства за извършване на оран в ниските части по течението на Дунав (около 4500 г. пр. Хр.), на територията на съвременните Англия и Полша (около 3500 г. пр. Хр.), и в днешна Южна Испания (около 3000 г. пр. Хр.)
Домашни говеда са изобразени на скалните рисунки в Северна Сахара от 6500 – 4000 г. пр. Хр., а също и в Египет, от 1500 г. пр. Хр.

## Стопанско значение
Говедата се отглеждат за получаване на два основни продукта:
- краве мляко;
- говеждо месо.

Отглеждането на домашни говеда е един основните клонове на съвременното животновъдство. Международната търговия с говеждо месо през 2000 година е на стойност над 30 милиарда долара и обхваща едва 23% от световното производство. Сравнимо е стопанското значение на производството на краве мляко, което служи и за суровина за приготвяне на сирене, краве масло, кисело мляко и други млечни продукти. Говеждото месо и мляко е важен източник на храна за много хора по света. Говеждата кожа също намира широко приложение при производството на обувки, облекло и обзавеждане. В много развиващи се страни, като Индия, говедата остават широко използвани като впрегатни животни.
Използването на естествения говежди тор има голямо икономическо значение в съвременното биологично земеделие. В пустинните и високопланинските местности на страните от Третия свят, изсушени брикети от говежди тор се използват като вид твърдо гориво за готвене, отопление и осветление.
Общият брой на домашните говеда по света се оценява на около 1 милиарда глави. Индия е страната с най-голям брой говеда (282 милиона глави или 28,3% от общия брой по света), следвана от Бразилия (187 милиона глави или 18,8%), Китай (140 милиона глави или 14,0%), Съединените американски щати (97 милиона глави или 9,7%), Европейския съюз (88 милиона глави или 8,8%), Аржентина (51 милиона глави или 5,1%), Австралия (29 милиона глави или 2,9%), Република Южна Африка (14 милиона глави или 1,4%) и Канада (14 милиона глави или 1,4%).

## Биологични особености

### Анатомични особености
Говедата са най-едрите животни, одомашнени от човека. Телетата се раждат с тегло 25 – 50 кг и ръст 0,5 – 1 м. Някои възрастни мъжки говеда могат да достигнат ръст до 2 м. височина при холката и тегло над 1,5 тона. Единственото животно, което е по-голямо от говедото и се поддава на опитомяване, е слонът. Той обаче няма стопанско значение за световната икономика.
Говедата са копитностъпващи животни. Третият и четвъртият пръст на предните, и на задните им крайници са силно развити и удължени. Крайната (дистална) фаланга на третия и четвъртия пръст е видоизменена в копитна кост. Ноктите са развити в рогови копитни капсули, изградени от кератин. Вторият и петият пръст при говедата са закърнели, но са ясно различими на крайниците. Първият пръст е силно закърнял или напълно отсъства. Между началните (проксимални) фаланги на третия и четвъртия пръст на всеки крайник има здрави сухожилни кръстосани връзки. Те служат като съединителни опори на чифтните копита (пръстите) и амортизират тежестта на тялото при ходене.
Както всички останали преживни животни, говедата също имат сложен многокамерен стомах, който се състои от предстомашие (търбух, мрежа и книжка) и същински стомах (на латински: abomasus).
Зъбната формула на говедото е: {\displaystyle {\frac {0(0).0(0).3(3).3}{4(4).0(0).3(3).3}}=32(20)}
Дъговидното черво (на латински: colon) при говедото е оформено като плоча, която е разположена в задната дясна част на коремната кухина. Матката при говедото е двурога (на латински: uterus bicornua).

### Физиологични особености
Говедата са преживни тревопасни животни. Приемането на храната (пàшата) и нейната механична преработка в устната кухина са разделени по време. Когато приемат храната (пасàт), говедата почти не дъвчат, а директно поглъщат храната. След като се нахранят, говедата лягат на тихо и спокойно място и започват да преживят – връщат малки порции храна от търбуха в устната кухина, дъвчат и преглъщат вторично.
Ензимите в храносмилателната система на говедата не са способни самостоятелно да разградят нишестето, целулозата и другите високомолекулни въглехидрати, които се съдържат в растителната храна. Те се разграждат в търбуха от симбионтната микрофлора. Това са инфузории от разредите Entodiniomorphida и Vestibuliferida, като най-често се срещат представители на родовете Diplodinium spp. и Entodinium spp.
Инфузориите разграждат високомолекулните въглехидрати в търбуха до летливи мастни киселини – оцетна, пропионова, маслена и други. Оцетната и маслената се използват за синтеза на триацилглицериди. Те изграждат преобладаващата част от липидите в организма на преживните животни, както и мазнините в млякото. Пропионовата киселина се използва за синтеза на глюкоза, чрез процеса глюконеогенеза.
Растителните протеини, които постъпват в търбуха с храната, се разграждат от микроорганизмите до аминокиселини, амоняк и карбамид. Те се използват за синтеза на микробиални протеини, които са усвоими от преживните животни.
Често срещана заблуда е, че говедата (и в частност биковете) се дразнят силно от червения цвят – това не е вярно, тъй като говедата почти не различават цветовете. Счита се, че този мит произлиза от червените наметала, използвани при боя с бикове да се дразни бика, но всъщност животното е раздразнено от движенията на наметалото, а не от цвета му.

## Размножаване
Настъпването на полова зрялост при телетата зависи от породата и условията на отглеждане. Българското черношарено говедо достига полова зрялост на 9 месечна възраст, при женските и 7 – 8 мес. при мъжките животни.
Говедата са полициклични животни. Половият цикъл се повтаря през 20 – 21 дни, като понякога може да варира в по-широки граници. Разгонеността продължава 24 – 36 часа, като при младите женски е по-кратка.
Бременността при домашното говедо продължава средно 280 – 285 дни, с колебания от 5 – 10 дни. Този показател е генетично предопределен, но се влияе от условията на хранене и начина на отглеждане на майката, от нейната възраст, от пола на телето, и от особеностите на породата.

## Стопански цикъл
Младите говеда, от раждането до достигане на полова зрялост, се наричат „телета“. За новородени се считат телетата до 14-ия ден след раждането, включително. Докато телетата се хранят само с мляко, независимо дали бозаят от вимето на майката или се хранят с млекозаместители, те се считат за бозаещи. След като телетата започнат да се хранят самостоятелно с трева и фуражи, вече се считат за подрастващи, дори и ако продължават да бозаят от майката.
След достигането на полова зрялост, женските говеда, които все още не са раждали, се наричат „юници“ (ед.ч. – юница). Юниците могат да забременеят, но от стопанска гледна точка не е изгодно да бъдат заплодени, преди да достигнат стопанска зрялост. Стопанска зрялост се нарича възрастта, след която животните могат да произведат здраво и жизнеспособно потомство, без да се наруши развитието и продуктивността на родителите. Стопанската зрялост при говедата настъпва на около 15 – 20 месечна възраст, в зависимост от породата и условията на отглеждане.
След като родят, женските говеда се наричат „крави“ (ед.ч. – крава). Кравите могат да бъдат:
- дойни – доят се, за получаване на мляко
  - скороотелени – до 14-ия ден след раждането, вимето отделя коластра, която не е подходяща за консумация от човека;
  - лактиращи (млекоотделящи) – от 14-ия ден след раждането до пресушаването. Нормално лактационният (дойният) период при кравите за мляко е 305 дни;
  - пресушени – ако не бъдат повторно заплодени, кравите могат да дават мляко до 1,5 – 2 години след раждането. Ако бъдат заплодени, кравите трябва да се пресушат не по-късно от 2 месеца преди следващото раждане.
- разплодни – използват се само за раждане на телета, без да се доят; обикновено това са крави от месодайните породи.

Мъжките говеда за разплод се наричат „бикове“ (ед. ч. – бик), а в периода между половата и стопанската зрялост – бичета за ремонт (обновяване) на стадото.
Юниците и бичетата от месодайните породи се угояват за клане, без да се заплождат.
Кастрираните възрастни мъжки говеда се наричат „волове“ (ед. ч. – вол). В миналото воловете са използвани като теглителна сила в селското стопанство.
| Телета – мъжки (♂) и женски (♀) |              |            |             |
| новородени                      |              |            |             |
| бозаещи                         |              |            |             |
| подрастващи                     |              |            |             |
| Юници (♀)                       |              |            |             |
| незаплодени                     | за угояване  | Бичета (♂) | за угояване |
| незаплодени                     | за ремонт    | Бичета (♂) | за угояване |
| заплодени                       | заплодени    | Бичета (♂) | за ремонт   |
| Крави (♀)                       |              |            |             |
| скороотелени                    | скороотелени | Бикове (♂) | за разплод  |
| лактиращи                       |              | Бикове (♂) | за разплод  |
| пресушени                       |              | Бикове (♂) | за разплод  |

За да е рентабилно отглеждането на говеда, всяка крава трябва да роди едно теле за 365 дни. Периодът от отелването до първото разгонване след отелване се нарича „индепенданс-период“. Периодът от раждането до следващото заплождане се нарича „сервис-период“. Върху неговата продължителност оказват влияние раждането и възстановяване на кравата към нормално състояние, инволуцията на матката, равнището на млечната продуктивност, храненето и движението. Предвид изискването за рентабилност и продължителността на бременността при кравата, сервис-периодът не трябва да надвишава 80 дни, тъй като: 80 (дни сервис-период) + 285 (дни бременност) = 365 (дни между две отелвания).
Периодът на млекоотдаване се нарича лактационен период. Стандартната продължителност на лактационния период при кравата е 305 дни. Времето между две отелвания, през което кравата е пресушена и не дава мляко, се нарича сухостоен период. При стандартна продължителност на лактационния период от 305 дни и стопанското изискване за най-много 365 дни между две отелвания, стандартната продължителност на сухостойния период при кравата е 60 дни.

## Породи говеда
Породата е достатъчно голяма група животни от един вид, с общ произход и близки продуктивни характеристики, които могат да бъдат развъждани, без да се прибягва до принудително родствено съешаване.
Основните групи породи говеда са:
- за мляко;
- за месо;
- комбинирани (смесени) – за месо и мляко.

Групите породи говеда в света са:
- Безроги породи от Скандинавия и Британските острови
  - Оригинални безроги скандинавски породи
  - Безроги породи с вероятно скандинавски произход
  - Шотландски безроги породи
- Равнинни породи от Северозападна Европа
  - Червеношарени породи с лирообразни рога
  - Червени равнинни породи
  - Херефорд и Хлоуцестер
  - Черношарени равнинни породи
  - Шортхорн
  - Червеношарени равнинни породи
  - Породи от островите на Исландия, Британия и Нормандия
- Едноцветни европейски породи
  - Червени породи от Южна Англия
  - Породи от Централна Франция и Италия
  - Планински породи от Пиренеите и Кантабрия
  - Породи от Северозападна Испания и Португалия
  - Дългороги породи от Испания и Португалия
  - Алпийски сиви и кафяви породи
  - Шортхорн от Югоизточна Европа
- Червени, жълти и шарени планински породи от Централна, и Източна Европа, и Шароле
  - Шварцвалд и Возгез
  - Късоглави породи от кантона Валис
  - Червени и жълти планински породи
  - Червеношарени планински породи
  - Шароле
- Дългороги породи от Западна Европа
  - Селтик
  - Черни породи от Ирландия, Камарга и Сицилия
  - Породи от Лигурия, Корсика и Сардиния
  - Черно централно-иберийско говедо
  - Андалузко говедо
- Сиви степни породи от Югоизточна Европа и родствените им породи от Италия
  - Подолски породи от Италия
  - Сиви степни породи
  - Сиви степни породи с примеси от източноевропейски шортхорн
- Шортхорнизирани породи от Кавказ, Мала Азия и Средния изток
  - Шортхорнизирано безгърбо говедо
  - Дамаски породи
  - Породи с примеси от зебу
- Индопакистански породи зебу
  - Говедо от Непалското плато
  - Породи зебу от платата
  - Зебу с крупно телосложение и изпъкнала предна част на главата
  - Шортхорнизирани породи бяло-сиво зебу
  - Породи зебу с лирообразни рога
  - Породи зебу от Майсор
  - Синхала и породи зебу със смесен произход
  - Породи, получени от кръстосване на зебу с европейски говеда
- Породи от Южна и Източна Русия, Китай, Япония и Югоизточна Азия
  - Турано-монголски породи
  - Породи говеда, родствени на монголското говедо
  - Японски породи
  - Жълти китайски породи
  - Южнокитайски зебу
  - Породи индокитайско зебу (от Югоизточна Азия)
- Северно- и Западноафрикански безгърби породи
  - Породи северноафриканско говедо на север от Сахара
  - Говеда от езерото Чад
  - Ндама
  - Намжи
  - Западноафрикански Шортхорн
- Породи западноафриканско зебу
  - Шортхорнизирано зебу
  - Породи зебу с дълги, лирообразни рога
- Породи Източноафриканско зебу
  - Северно-судански шортхорнизирани зебу
  - Дребни сомалийски зебу
  - Високопланински породи зебу от Източна Африка
  - Дребни източноафрикански зебу
- Африкански породи зебу-занга
  - Зебу-занга от Етиопия и Еритрея
  - Зебу-занга от Източния бряг и Висинити
  - Кръстоски зебу-анкол
  - Група породи ангони
  - Мадагаскарски зебу
- Африкански породи занга
  - Породи занга от Етиопия и Судан
  - Породи анкол
  - Породи занга от Южна централна Африка
  - Породи от източния бряг на Африка с дълги рода, с примеси на европейски породи и занга
  - Африкандер
- Породи креолски говеда от Латинска Америка и Карибския басейн
  - Породи креолски говеда с испански произход
  - Породи креолски говеда с португалски произход
  - Породи кръстоски на креолски с европейски говед
  - Породи кръстоски на креолски говеда със зебу
- Породи зебу и зебу-тауринни породи от Новия Свят и Австралия
  - Месни породи зебу от Новия свят и Австралия
  - Зебу-тауринни породи

## Говедовъдство в България
При разкопки, на територията на България, са открити кости от плейстоценски тур (Bos trochoceros), който е живял през ледниковия период. В пластовете от мезолита се срещат кости на постглациалния тур (Bos primigenius Boj.), а от неолита – и кости на одомашнено говедо. Предполага се, че турът, е обитавал българските земи до към XII век. Балканите са считани за един от центровете на одомашняване на говедата. Говедата, обитавали българските земи в по-ново време, са от два краниологични типа – B. t. primigenius и B. t. brachyceros.
До Освобождението на България от османско владичество, на територията на страната е имало само местни примитивни говеда, като има спорадични случаи на внос от други страни. Отглежданите животни са от породите Българско сиво говедо, което се отнася към B. t. primigenius и Родопското късорого говедо, което спада към B. t. brachyceros. Говедата от двете породи са нископродуктивни и за задоволяване на растящите потребности от мляко и месо след Освобождението започва внос на чужди породи. През първите години се внасят основно говеда от Русия. Още през 1894 г. държавата прави опит да регулира породообразуването. Тогавашният Върховен съвет по говедовъдство, при Министерството на търговията и земеделието, препоръчва да се използват „швейцарските говежди породи Швиц и Симентал“.
През 1924 г. в България се провежда първата конференция по животновъдство. На конференцията се прави породно райониране на страната, според което за кръстосване с Кафяво алпийско говедо се определя един сравнително широк район, за Садовско червено говедо – много тесен регион около Садово и Пловдив, а цялата останала част на страната се определя за работа с Искърското говедо.
През 1961 г. в България има 1 149 530 говеда, от които 461 751 крави. Чистопородни са 524 986 животни от общия брой, които са 45,67% от говедата в страната.
Към 1 ноември 2015 г. в България се отглеждат 550 хиляди говеда в 42300 животновъдни стопанства. Млечните крави са 276200, които се отглеждат в 32983 стопанства. През 2015 г. в страната са произведени близо 493 милиона литра сурово краве мляко, със средна масленост 3,62% и средно съдържание на белтъчни вещества 3,25%.
| Район за планиране | Произведено сурово мляко, хиляди литри | Млечни продукти       | Млечни продукти  | Млечни продукти | Млечни продукти |
| Район за планиране | Произведено сурово мляко, хиляди литри | Прясно мляко, хил. л. | Кисело мляко, т. | Сирене, т.      | Кашкавал, т.    |
| Северозападен      | 47395                                  | 2596                  | 10740            | 3531            | 1418            |
| Северен централен  | 109866                                 | 6228                  | 29097            | 22517           | 2891            |
| Североизточен      | 61232                                  | 24999                 | 14287            | 5684            | 458             |
| Югоизточен         | 71336                                  | 692                   | 10015            | 4659            | 8342            |
| Югозападен         | 46154                                  | 11059                 | 18285            | 1150            | 655             |
| Южен централен     | 157253                                 | 28919                 | 45980            | 13548           | 6315            |
| Общо за страната   | 493236                                 | 74493                 | 128404           | 51089           | 20079           |

## Говедата в религиите, хералдиката, традициите и фолклора
В традиционния български фолклор воловете са предмет на особена почит, заради ролята им на впрегатни животни за обработване на земята, като те са смятани за най-голяма ценност в селското домакинство, поставяни по-високо и от обработваемата земя. Те са наричани „ангели“ и „бащи“ и са обект на специални забрани – да бъдат бити или дори псувани или жени да им пресичат пътя. Впрегатните волове не се колят и месото им не се яде, а се оставят да умрат от старост и се погребват. Специални обреди за здравето на воловете са включени в множество ритуали по различни поводи, а празниците Свети Силвестър и Власовден са посветени основно на тях. Макар и в по-малка степен подобно уважение се отдава и на кравите, но те обикновено не се впрягат за оране – това се смята за признак на крайна бедност.
- Кравата е свещено животно в индуизма.
- Евангелистът Лука е изобразяван алегорично като вол в християнското изкуство.
- Зодиакалното съзвездие Бик и съответната му зодия Телец изобразяват говедо.
- В древните религии кравата е символ на изобилие, плодородие, благосъстояние и благоденствие.
- В хералдиката е символ на плодородието на земята.
- Парад на Кравите – за първи път се провежда през 1998 г. в Цюрих. Събитието е международно. Други големи градове, в които се е провеждал, са Ню Йорк, Лондон, Токио, Сидни, Брюксел, Стокхолм и др. Парадът има повече от едно издание на година и винаги в различен град по света – (www.cowparade.com).
- Индия и Китай – Червената крава е символ на надеждата.
- Египет – кравата е почитана като небесната богиня Хатор, майка и съпруга на слънцето.
- Милка – Лилавата крава е символ на шоколадите Милка.
- В много култури кравата е символ на живота (символизира майката – земя).
- Будизъм – кравата се свързва с процеса на пробуждане и просветление.
- Китайска митология – Крава, седяща върху кюлчета злато символизира изобилие и богатство. Наричали са я изпълнител на желания. Кравата награждавала тези, които се трудят упорито.